# John A. Llewellyn
John Anthony Llewellyn, född 22 april 1933 i Cardiff, död 2 juli 2013, var en amerikansk astronaut uttagen i astronautgrupp 6 den 4 augusti 1967.